# Festival Eurovisão da Canção 1995
O Festival Eurovisão da Canção 1995 (em inglês:  Eurovision Song Contest 1995; em francês:  Concours Eurovision de la chanson 1995; em irlandês:  Comórtas Amhránaíochta na hEoraifíse 1995) foi o 40ª edição anual do evento e teve lugar a 13 de maio de 1995 em Dublin. A apresentadora do evento foi Mary Kennedy. O duo Secret Garden foi o vencedor do festival com a canção Nocturne, que conta com o instrumental mais longo de sempre no Festival Eurovisão da Canção uma vez que este tema continha apenas 25 palavras ao longo dos 3 minutos da actuação. Ironicamente, a violinista do grupo Secret Garden, Fionnuala Sherry, é de nacionalidade irlandesa. 
A Suécia, com a balada pop "Se på mig", era a grande favorita à vitória, juntamente com a Croácia, Dinamarca, Espanha , Israel e a vencedora Noruega.

## Local

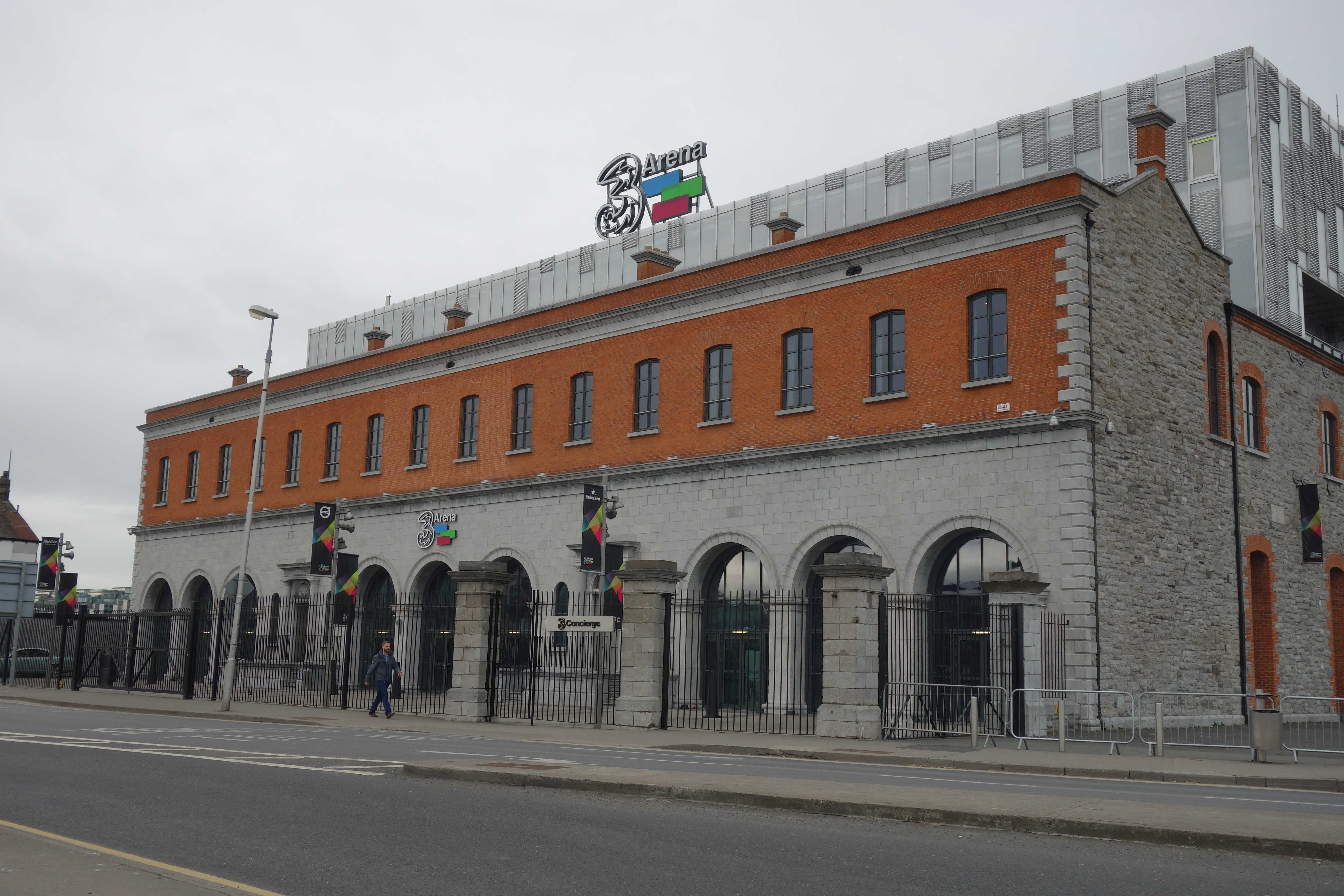
O local para o Festival, o Point Theatre, em Dublin.

Conseguindo tornar-se o único país a organizar a Eurovisão três vezes consecutivas, o Festival Eurovisão da Canção 1995 ocorreu em Dublin, na Irlanda. Dublin é a capital e maior cidade da Irlanda. O nome em inglês deriva da palavra irlandesa "Dubhlinn" (ocasionalmente também grafada Duibhlinn ou Dubh Linn), que significa "Lago Negro". Localiza-se na província de Leinster próxima ao ponto mediano da costa leste da Irlanda, sendo cortada pelo Rio Liffey e o centro da região de Dublin. Desde 1898 possui nível administrativo de condado (county-boroughs). Seus limites são os condados de Fingal a norte, Dublin meridional a sudoeste e Dun Laoghaire-Rathdown a sudeste. Tem uma população de 527.612 habitantes na cidade, e sua área metropolitana tem 1.804.156 habitantes. Fundada como um assentamento viquingue, foi o centro do Reino de Dublin e se tornou a principal cidade da Ilha após a invasão dos Normandos. A cidade cresceu de maneira rápida durante o século XVII; se tornou na época a segunda maior cidade do Império Britânico e a quinta maior da Europa. Dublin entrou em um período de estagnação após o Ato de União de 1800, mas continuou o centro económico da Ilha. Após a Partição da Irlanda em 1922, virou a capital do Estado Livre Irlandês, e mais tarde, da República da Irlanda. Dublin é reconhecida como uma cidade global, com um ranking "Alpha-", colocando a cidade entre as 30 mais globalizadas do mundo. Atualmente é o principal centro histórico, cultural, económico, industrial e educacional da Irlanda.
O festival em si realizou-se no Point Theatre (agora designado de 3Arena), na capital do país, Dublin. O Point Theatre, construída em 1998, foi um espaço destinado a atrações públicas e festivais localizado perto do Rio Liffey, em Dublin, Portugal. Com uma capacidade de 8 500 espectadores, o Point Theatre era conhecido pela sua flexibilidade de organização de eventos, que poderiam ir desde eventos musicais, a convenções, eventos desportivos e espetáculos circenses.

## Formato
Esta foi a última edição até 2013 que só incluiu uma apresentadora. 
Devido ao aumento repentino de países participantes (e interessados em participar), a EBU limitou o número de países participantes a 23 por festival de forma a certificar-se que o espectáculo não excederia as 3 horas de duração, excluindo da edição a Eslováquia, a Estónia, a Finlândia, a Lituânia, os Países Baixos, a Roménia e a Suíça. Inicialmente, a Áustria e a Espanha também seriam excluídas, mas, devido à desistência do Luxemburgo (que nunca mais voltou a participar) e da Itália (que só regressaria em 1997), puderam participar. 
Foi muita a especulação acerca da participação irlandesa pois dizia-se que a RTÉ (televisão irlandesa) iria escolher um tema com poucas hipóteses de ganhar de forma a evitar ter de produzir pela quarta vez consecutiva o Festival Eurovisão da Canção. A escolha incidiu sobre o tema "Dreamin'" que foi interpretado por Eddie Friel alcançando o 14º lugar.
Após ganhar o Festival Eurovisão da Canção 1994, a RTÉ ficou preocupada se conseguiria organizar a edição de 1995, pela terceira vez consecutiva. Entretanto, a BBC ofereceu-se para organizar a edição, em conjunto com a televisão irlandesa, em Belfast, capital da Irlanda do Norte. No entanto, colhendo os frutos do Tigre Celta, o governo irlandês disponibilizou à RTÉ fundos para organizar o certame europeu, que iria para 40ª edição. Porém, a televisão irlandesa pediu à União Europeia de Radiodifusão que, se ganhasse pela quarta vez consecutiva, não iria organizar o evento de 1996.

## Visual
A abertura da competição começou com um vídeo turístico sobre a Irlanda, misturando imagens do passado e do presente, tradições e modernidade do país. A câmara então mostrou a sala, mergulhada em meia-luz e uma tela ampla, na qual foram projetadas imagens dos vencedores anteriores do concurso. Em seguida, seguiu-se um segundo vídeo, em homenagem aos quarenta anos da Eurovisão. Foi uma linha do tempo das várias edições, que destacou as seis vitórias da Irlanda. A câmera voltou para a tela gigante que se levantou. Mary Kennedy fez sua entrada, descendo uma escadaria iluminada, enquanto as velas que escondiam a cena foram puxadas para os bastidores. Uma vez chegada ao palco, as escadas subiram e desapareceram, revelando o pódio numa chuva de faíscas.
A orquestra foi dirigida por Noel Kelehan.
O palco, da autoria de Alan Farquharson, que já tinha desenhado o palco do Festival Eurovisão da Canção 1993, ofereceu a esta edição uma decoração bastante sombria, consistindo de uma grande cena triangular. No fundo, vários jogos animados de luzes em movimento. Também havia a forma de uma flecha gigantesca, que descia do teto e alcançava o público. Esta flecha era flanqueada por dois pódios secundários, de forma retangular e destinados a músicos e coristas. O conjunto era de cor escura e delimitado por bandas de luz. Variações foram trazidas por peças de luz, projeções de imagem, lasers verdes, bem como pela presença de vários móveis metálicos.
A apresentadora foi Mary Kennedy, que falou aos espectadores em irlandês, inglês e francês.
Os cartões-portais consistiam em exibições turísticas da Irlanda e as suas riquezas culturais.
O intervalo consistiu em vários artistas como a banda Clannad, Brian Kennedy (que 11 anos depois representaria a Irlanda) e o compositor Michael O'Suilleabhan.

## Votação
Cada país tinha um júri composto por 11 elementos, que atribuiu 12, 10, 8, 7, 6, 5, 4, 3, 2, 1 pontos às dez canções mais votadas.
O supervisor executivo da EBU foi Christian Clausen.
Durante a votação, a câmera fez vários close-ups dos artistas. Em particular, Secret Garden e Anabel Conde apareceram.

## Participações individuais
Predefinição:Participações Individuais ESC1995

## Participantes

Países participantes

| País                 | Título original da Canção                    | Artista                        | Processo                                                  | Data da Selecção        |
| País                 | Tradução em Português                        | Idiomas de Interpretação       | Processo                                                  | Data da Selecção        |
| -------------------- | -------------------------------------------- | ------------------------------ | --------------------------------------------------------- | ----------------------- |
| Alemanha             | "Verliebt in Dich"                           | Stone & Stone                  | Seleção interna                                           | -                       |
| Alemanha             | Em amor contigo                              | Alemão                         | Seleção interna                                           | -                       |
| Áustria              | "Die Welt dreht sich verkehrt"               | Stella Jones                   | Seleção interna                                           | -                       |
| Áustria              | O mundo segue pelo caminho errado            | Alemão                         | Seleção interna                                           | -                       |
| Bélgica              | "La voix est libre"                          | Frédéric Etherlinck            | Finale nationale belge 1995                               | 6 de março de 1995      |
| Bélgica              | A voz é livre                                | Francês                        | Finale nationale belge 1995                               | 6 de março de 1995      |
| Bósnia e Herzegovina | "Dvadeset prvi vijek"                        | Davorin Popović                | Eurosong BiH 1995                                         | 8 de março de 1995      |
| Bósnia e Herzegovina | O século XXI                                 | Bósnio                         | Eurosong BiH 1995                                         | 8 de março de 1995      |
| Chipre               | "Sti Fotia"                                  | Alexandros Panayi              | Kíprii Telikoú tis Diagonismós Tragoudioú Eurovision 1995 | 14 de março de 1995     |
| Chipre               | No fogo                                      | Grego                          | Kíprii Telikoú tis Diagonismós Tragoudioú Eurovision 1995 | 14 de março de 1995     |
| Croácia              | "Nostalgija"                                 | Magazin & Lidija Horvat-Dunjko | Dora 1995                                                 | 12 de março de 1995     |
| Croácia              | Nostalgia                                    | Croata                         | Dora 1995                                                 | 12 de março de 1995     |
| Dinamarca            | "Fra Mols til Skagen"                        | Aud Wilken                     | Dansk Melodi Grand-Prix 1995                              | 25 de março de 1995     |
| Dinamarca            | De Mols a Skagen                             | Dinamarques                    | Dansk Melodi Grand-Prix 1995                              | 25 de março de 1995     |
| Espanha              | "Vuelve conmigo"                             | Anabel Conde                   | Selecção Interna                                          | -                       |
| Espanha              | Volta Para Mim                               | Castelhano                     | Selecção Interna                                          | -                       |
| Eslovénia            | "Prisluhni mi"                               | Darja Švajger                  | EMA 1995                                                  | 27 de fevereiro de 1995 |
| Eslovénia            | Ouve-me                                      | Esloveno                       | EMA 1995                                                  | 27 de fevereiro de 1995 |
| França               | "Il me donne rendez-vous"                    | Nathalie Santamaria            | Selecção Interna                                          | -                       |
| França               | Ele marca um encontro comigo                 | Francês                        | Selecção Interna                                          | -                       |
| Grécia               | "Pia Prosefhi"                               | Elina Konstantopoulou          | Seleção interna                                           | -                       |
| Grécia               | Qual oração?                                 | Grego                          | Seleção interna                                           | -                       |
| Hungria              | "Új név a régi ház falán"                    | Csaba Szigeti                  | Seleção interna                                           | -                       |
| Hungria              | Um novo nome para um muro de uma casa velha" | Húngaro                        | Seleção interna                                           | -                       |
| Irlanda              | "Dreamin'"                                   | Eddie Friel                    | Eurosong 1995                                             | 12 de março de 1995     |
| Irlanda              | A sonhar                                     | Inglês                         | Eurosong 1995                                             | 12 de março de 1995     |
| Islândia             | "Núna"                                       | Bo Halldórsson                 | Seleção interna                                           | -                       |
| Islândia             | Agora                                        | Islandês                       | Seleção interna                                           | -                       |
| Israel               | "Amen"                                       | Liora                          | Kdam Eurovision 1995                                      | 9 de março de 1995      |
| Israel               | Amen                                         | Hebraico                       | Kdam Eurovision 1995                                      | 9 de março de 1995      |
| Malta                | "Keep Me in Mind"                            | Mike Spiteri                   | Festival Tal-Kanzunetta Maltija 1995                      | 5 de fevereiro de 1995  |
| Malta                | Tem-me em conta                              | Inglês                         | Festival Tal-Kanzunetta Maltija 1995                      | 5 de fevereiro de 1995  |
| Noruega              | "Nocturne"                                   | Secret Garden                  | Melodi Grand Prix 1995                                    | 26 de março de 1995     |
| Noruega              | Noturno                                      | Norueguês                      | Melodi Grand Prix 1995                                    | 26 de março de 1995     |
| Polónia              | "Sama"                                       | Justyna Steczkowska            | Selecção Interna                                          | -                       |
| Polónia              | Sozinha                                      | Polaco                         | Selecção Interna                                          | -                       |
| Portugal             | "Baunilha e chocolate"                       | Tó Cruz                        | Festival RTP da Canção 1995                               | 7 de março de 1995      |
| Portugal             | Baunilha e chocolate                         | Português                      | Festival RTP da Canção 1995                               | 7 de março de 1995      |
| Reino Unido          | "Love City Groove"                           | Love City Groove               | A song for Europe 1995                                    | 31 de março de 1995     |
| Reino Unido          | O ritmo da cidade do amor                    | Inglês                         | A song for Europe 1995                                    | 31 de março de 1995     |
| Rússia               | "Kolybelnaya dlya vulkan"                    | Philipp Kirkorov               | Seleção interna                                           | -                       |
| Rússia               | Canção de embalar para o vulcão              | Russo                          | Seleção interna                                           | -                       |
| Suécia               | "Se på mej"                                  | Jan Johansen                   | Melodifestivalen 1995                                     | 24 de fevereiro de 1995 |
| Suécia               | Olha para mim                                | Sueco                          | Melodifestivalen 1995                                     | 24 de fevereiro de 1995 |
| Turquia              | "Sev"                                        | Arzu Erce                      | Eurovision Şarkı Yarışması Türkiye Finali 1995            | 18 de março de 1995     |
| Turquia              | Amor                                         | Turco                          | Eurovision Şarkı Yarışması Türkiye Finali 1995            | 18 de março de 1995     |

## Festival
| #   | País                 | Idioma      | Artista               | Canção                                               | Lugar | Pontuação |
| --- | -------------------- | ----------- | --------------------- | ---------------------------------------------------- | ----- | --------- |
| 1º  | Polónia              | Polaco      | Justyna               | "Sama"                                               | 18º   | 15        |
| 2º  | Irlanda              | Inglês      | Eddie Friel           | "Dreamin'"                                           | 14º   | 44        |
| 3º  | Alemanha             | Alemão      | Stone & Stone         | "Verliebt in Dich"                                   | 23º   | 1         |
| 4º  | Bósnia e Herzegovina | Bósnio      | Davorin Popović       | "Dvadeset prvi vijek"                                | 19º   | 14        |
| 5º  | Noruega              | Norueguês   | Secret Garden         | "Nocturne"                                           | 1º    | 148       |
| 6º  | Rússia               | Russo       | Philipp Kirkorov      | "Kolibelnaya dlya vulkana" (Колыбельная для вулкана) | 17º   | 17        |
| 7º  | Islândia             | Islandês    | Bo Halldórsson        | "Núna"                                               | 15º   | 31        |
| 8º  | Áustria              | Alemão      | Stella Jones          | "Die Welt dreht sich verkehrt"                       | 13º   | 67        |
| 9º  | Espanha              | Castelhano  | Anabel Conde          | "Vuelve conmigo"                                     | 2º    | 119       |
| 10º | Turquia              | Turco       | Arzu Ece              | "Sev"                                                | 16º   | 21        |
| 11º | Croácia              | Croata      | Magazin & Lidija      | "Nostalgija"                                         | 6º    | 91        |
| 12º | França               | Francês     | Nathalie Santamaria   | "Il me donne rendez-vous"                            | 4º    | 94        |
| 13º | Hungria              | Húngaro     | Csaba Szigeti         | "Új név a régi ház falán"                            | 22º   | 3         |
| 14º | Bélgica              | Francês     | Frédéric Etherlinck   | "La voix est libre"                                  | 20º   | 8         |
| 15º | Reino Unido          | Inglês      | Love City Groove      | "Love City Groove"                                   | 10º   | 76        |
| 16º | Portugal             | Português   | Tó Cruz               | "Baunilha e chocolate"                               | 21º   | 5         |
| 17º | Chipre               | Grego       | Alexandros Panayi     | "Sti Fotia" (Στη φωτιά)                              | 9º    | 79        |
| 18º | Suécia               | Sueco       | Jan Johansen          | "Se på mej"                                          | 3º    | 100       |
| 19º | Dinamarca            | Dinamarquês | Aud Wilken            | "Fra Mols til Skagen"                                | 5º    | 92        |
| 20º | Eslovénia            | Esloveno    | Darja Švajger         | "Prisluhni mi"                                       | 7º    | 84        |
| 21º | Israel               | Hebraico    | Liora                 | "Amen" (אמן)                                         | 8º    | 81        |
| 22º | Malta                | Inglês      | Mike Spiteri          | "Keep Me in Mind"                                    | 10º   | 76        |
| 23º | Grécia               | Grego       | Elina Konstantopoulou | "Pia Prosefhi" (Ποια προσευχή)                       | 12º   | 68        |

### Resultados
A ordem de votação no Festival Eurovisão da Canção 1995, foi a seguinte:

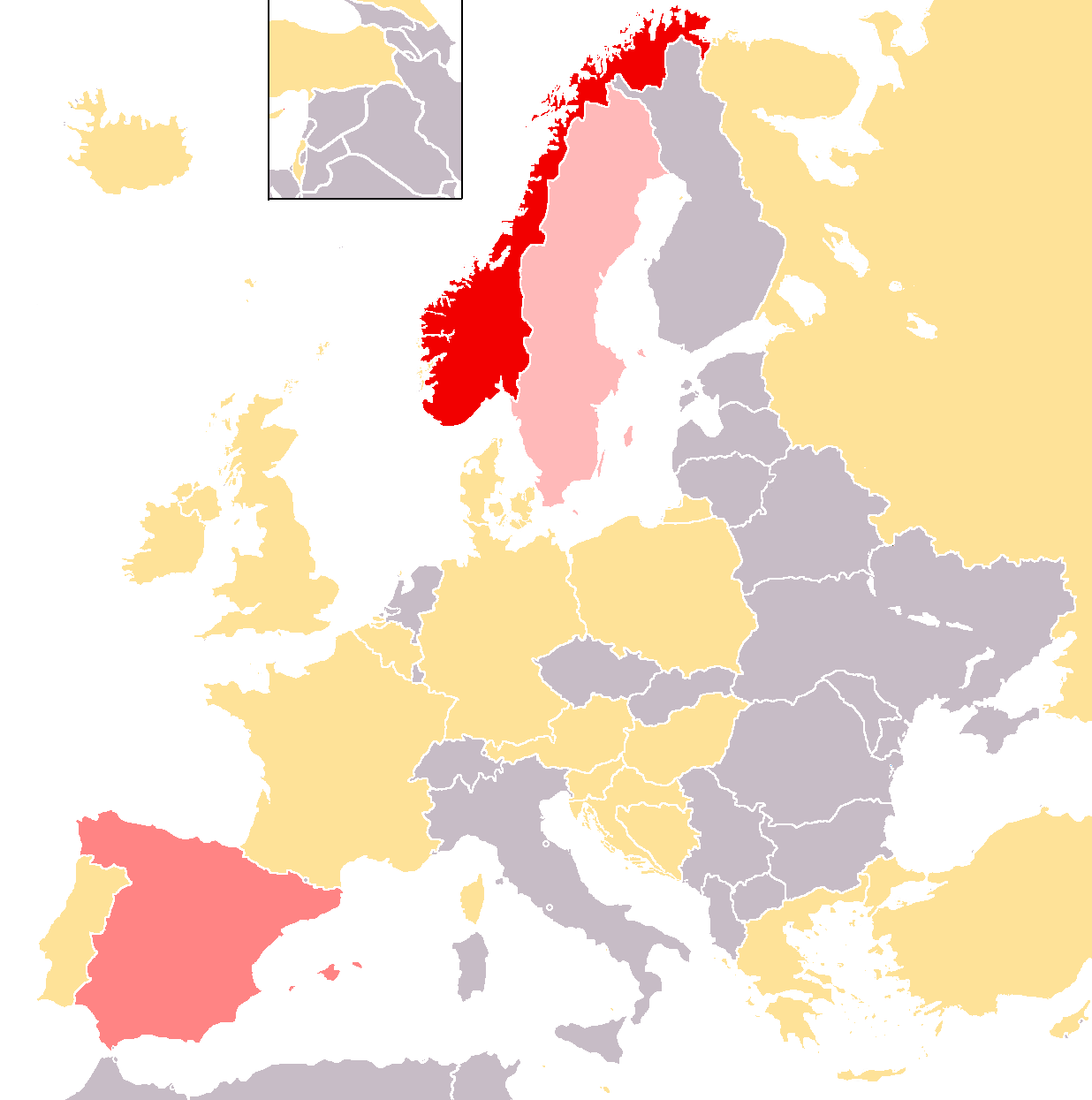
Vencedor
2º classificado
3º classificado

| Países Votantes      | Países Pontuados | Países Pontuados     | Países Pontuados | Países Pontuados     | Países Pontuados | Países Pontuados | Países Pontuados | Países Pontuados | Países Pontuados | Países Pontuados | Países Pontuados | Países Pontuados | Países Pontuados | Países Pontuados | Países Pontuados | Países Pontuados | Países Pontuados | Países Pontuados | Países Pontuados | Países Pontuados | Países Pontuados | Países Pontuados | Países Pontuados |
| -------------------- | ---------------- | -------------------- | ---------------- | -------------------- | ---------------- | ---------------- | ---------------- | ---------------- | ---------------- | ---------------- | ---------------- | ---------------- | ---------------- | ---------------- | ---------------- | ---------------- | ---------------- | ---------------- | ---------------- | ---------------- | ---------------- | ---------------- | ---------------- |
| Países Votantes      | Polónia          | República da Irlanda | Alemanha         | Bósnia e Herzegovina | Noruega          | Rússia           | Islândia         | Áustria          | Espanha          | Turquia          | Croácia          | França           | Hungria          | Bélgica          | Reino Unido      | Portugal         | Chipre           | Suécia           | Dinamarca        | Eslovénia        | Israel           | Malta            | Grécia           |
| Polónia              |                  |                      |                  |                      | 12               |                  |                  | 2                | 8                |                  |                  | 7                |                  |                  | 5                |                  | 1                | 10               | 3                | 4                |                  |                  | 6                |
| Irlanda              |                  |                      |                  |                      | 10               |                  | 6                |                  | 2                |                  | 3                | 5                |                  |                  | 1                |                  |                  | 12               | 7                | 8                |                  | 4                |                  |
| Alemanha             |                  | 1                    |                  |                      | 4                |                  |                  |                  | 6                |                  |                  | 8                |                  |                  |                  |                  | 3                | 12               | 7                | 5                | 10               | 2                |                  |
| Bósnia e Herzegovina |                  | 5                    |                  |                      | 1                |                  |                  |                  | 8                |                  | 10               |                  |                  |                  | 4                |                  |                  | 2                | 3                | 6                | 7                | 12               |                  |
| Noruega              | 4                | 1                    |                  |                      |                  | 10               | 2                | 3                |                  |                  | 7                | 6                |                  |                  |                  |                  | 5                | 8                | 12               |                  |                  |                  |                  |
| Rússia               |                  | 5                    |                  |                      | 12               |                  | 3                |                  |                  |                  |                  |                  | 2                |                  | 1                |                  | 4                | 6                | 10               | 7                | 8                |                  |                  |
| Islândia             | 6                | 3                    |                  |                      | 12               |                  |                  |                  | 5                |                  | 10               | 8                |                  |                  |                  |                  | 2                | 4                | 7                | 1                |                  |                  |                  |
| Áustria              |                  |                      |                  |                      |                  |                  | 4                |                  |                  |                  |                  | 10               |                  | 1                | 12               |                  |                  | 8                | 7                | 3                | 6                | 2                | 5                |
| Espanha              |                  | 3                    |                  |                      | 4                |                  |                  | 6                |                  | 2                | 12               |                  | 1                | 7                |                  |                  | 5                |                  |                  |                  |                  | 10               | 8                |
| Turquia              |                  | 5                    |                  | 3                    | 12               |                  |                  | 4                | 8                |                  | 7                | 2                |                  |                  |                  |                  |                  | 1                | 6                |                  |                  | 10               |                  |
| Croácia              |                  |                      |                  | 8                    |                  | 6                |                  |                  | 10               | 5                |                  | 3                |                  |                  |                  |                  | 1                |                  |                  | 2                | 4                | 12               | 7                |
| França               |                  | 1                    |                  |                      | 10               |                  | 2                | 8                | 7                |                  |                  |                  |                  |                  | 12               | 4                |                  | 3                |                  |                  |                  | 6                | 5                |
| Hungria              | 1                |                      |                  |                      | 6                |                  |                  | 4                | 2                |                  |                  | 10               |                  |                  | 7                |                  | 12               |                  | 3                | 8                | 5                |                  |                  |
| Bélgica              |                  |                      |                  |                      | 5                |                  |                  | 10               | 12               | 1                |                  | 6                |                  |                  | 7                |                  | 8                |                  | 3                |                  | 4                |                  | 2                |
| Reino Unido          |                  |                      |                  |                      | 4                |                  |                  | 5                | 8                | 2                |                  | 1                |                  |                  |                  |                  | 3                | 6                |                  | 10               | 12               | 7                |                  |
| Portugal             | 1                |                      |                  |                      | 12               |                  |                  | 2                | 7                |                  | 4                |                  |                  |                  | 10               |                  |                  | 8                | 6                | 5                |                  |                  | 3                |
| Chipre               |                  |                      |                  |                      | 7                | 1                |                  |                  | 10               |                  | 5                | 2                |                  |                  |                  |                  |                  | 4                |                  | 3                | 8                | 6                | 12               |
| Suécia               |                  | 10                   |                  |                      |                  |                  | 6                | 4                |                  |                  |                  | 3                |                  |                  | 5                |                  | 8                |                  | 12               | 7                | 2                | 1                |                  |
| Dinamarca            |                  | 1                    |                  | 3                    | 2                |                  | 8                | 10               |                  |                  |                  | 6                |                  |                  | 7                |                  | 5                | 12               |                  |                  |                  | 4                |                  |
| Eslovénia            |                  | 5                    |                  |                      | 7                |                  |                  |                  |                  | 3                | 12               | 8                |                  |                  |                  |                  | 4                | 1                | 6                |                  | 10               |                  | 2                |
| Israel               |                  |                      |                  |                      | 10               |                  |                  | 2                | 12               | 1                | 4                | 7                |                  |                  | 5                |                  | 6                |                  |                  | 3                |                  |                  | 8                |
| Malta                |                  |                      | 1                |                      | 6                |                  |                  |                  | 8                | 7                | 12               |                  |                  |                  |                  |                  | 4                | 3                |                  | 2                | 5                |                  | 10               |
| Grécia               | 3                | 4                    |                  |                      | 12               |                  |                  | 7                | 6                |                  | 5                | 2                |                  |                  |                  | 1                | 8                |                  |                  | 10               |                  |                  |                  |
| Total                | 15               | 44                   | 1                | 14                   | 148              | 17               | 31               | 67               | 119              | 21               | 91               | 94               | 3                | 8                | 76               | 5                | 79               | 100              | 92               | 84               | 81               | 76               | 68               |
| Lugar                | 18º              | 14º                  | 23º              | 19º                  | 1º               | 17º              | 15º              | 13º              | 2º               | 16º              | 6º               | 4º               | 22º              | 20º              | 10º              | 21º              | 9º               | 3º               | 5º               | 7º               | 8º               | 10º              | 12º              |
| Países Votantes      | Polónia          | República da Irlanda | Alemanha         | Bósnia e Herzegovina | Noruega          | Rússia           | Islândia         | Áustria          | Espanha          | Turquia          | Croácia          | França           | Hungria          | Bélgica          | Reino Unido      | Portugal         | Chipre           | Suécia           | Dinamarca        | Eslovénia        | Israel           | Malta            | Grécia           |
| Países Votantes      | Países Pontuados |                      |                  |                      |                  |                  |                  |                  |                  |                  |                  |                  |                  |                  |                  |                  |                  |                  |                  |                  |                  |                  |                  |

| Países Votantes      | Países Pontuados | Países Pontuados     | Países Pontuados | Países Pontuados     | Países Pontuados | Países Pontuados | Países Pontuados | Países Pontuados | Países Pontuados | Países Pontuados | Países Pontuados | Países Pontuados | Países Pontuados | Países Pontuados | Países Pontuados | Países Pontuados | Países Pontuados | Países Pontuados | Países Pontuados | Países Pontuados | Países Pontuados | Países Pontuados | Países Pontuados |
| -------------------- | ---------------- | -------------------- | ---------------- | -------------------- | ---------------- | ---------------- | ---------------- | ---------------- | ---------------- | ---------------- | ---------------- | ---------------- | ---------------- | ---------------- | ---------------- | ---------------- | ---------------- | ---------------- | ---------------- | ---------------- | ---------------- | ---------------- | ---------------- |
| Países Votantes      | Polónia          | República da Irlanda | Alemanha         | Bósnia e Herzegovina | Noruega          | Rússia           | Islândia         | Áustria          | Espanha          | Turquia          | Croácia          | França           | Hungria          | Bélgica          | Reino Unido      | Portugal         | Chipre           | Suécia           | Dinamarca        | Eslovénia        | Israel           | Malta            | Grécia           |
| Polónia              | 0                | 0                    | 0                | 0                    | 12               | 0                | 0                | 2                | 8                | 0                | 0                | 7                | 0                | 0                | 5                | 0                | 1                | 10               | 3                | 4                | 0                | 0                | 6                |
| Irlanda              | 0                | 0                    | 0                | 0                    | 22               | 0                | 6                | 2                | 10               | 0                | 3                | 12               | 0                | 0                | 6                | 0                | 1                | 22               | 10               | 12               | 0                | 4                | 6                |
| Alemanha             | 0                | 1                    | 0                | 0                    | 26               | 0                | 6                | 2                | 16               | 0                | 3                | 20               | 0                | 0                | 6                | 0                | 4                | 34               | 17               | 17               | 10               | 6                | 6                |
| Bósnia e Herzegovina | 0                | 6                    | 0                | 0                    | 27               | 0                | 6                | 2                | 24               | 0                | 13               | 20               | 0                | 0                | 10               | 0                | 4                | 36               | 20               | 23               | 17               | 18               | 6                |
| Noruega              | 4                | 7                    | 0                | 0                    | 27               | 10               | 8                | 5                | 24               | 0                | 20               | 26               | 0                | 0                | 10               | 0                | 9                | 44               | 32               | 23               | 17               | 18               | 6                |
| Rússia               | 4                | 12                   | 0                | 0                    | 39               | 10               | 11               | 5                | 24               | 0                | 10               | 26               | 2                | 0                | 11               | 0                | 13               | 50               | 42               | 30               | 25               | 18               | 6                |
| Islândia             | 10               | 15                   | 0                | 0                    | 51               | 10               | 11               | 5                | 29               | 0                | 30               | 34               | 2                | 0                | 11               | 0                | 15               | 54               | 49               | 31               | 25               | 18               | 6                |
| Áustria              | 10               | 15                   | 0                | 0                    | 51               | 10               | 15               | 5                | 29               | 0                | 30               | 44               | 2                | 1                | 23               | 0                | 15               | 62               | 56               | 34               | 31               | 20               | 11               |
| Espanha              | 10               | 18                   | 0                | 0                    | 55               | 10               | 15               | 11               | 29               | 2                | 42               | 44               | 3                | 8                | 23               | 0                | 20               | 62               | 56               | 34               | 31               | 30               | 19               |
| Turquia              | 10               | 23                   | 0                | 3                    | 67               | 10               | 15               | 15               | 37               | 2                | 49               | 46               | 3                | 8                | 23               | 0                | 20               | 63               | 62               | 34               | 31               | 40               | 19               |
| Croácia              | 10               | 23                   | 0                | 11                   | 67               | 16               | 15               | 15               | 47               | 7                | 49               | 49               | 3                | 8                | 23               | 0                | 21               | 63               | 62               | 36               | 35               | 52               | 26               |
| França               | 10               | 24                   | 0                | 11                   | 77               | 16               | 17               | 23               | 54               | 7                | 49               | 49               | 3                | 8                | 35               | 4                | 21               | 66               | 62               | 36               | 35               | 58               | 31               |
| Hungria              | 11               | 24                   | 0                | 11                   | 83               | 16               | 17               | 27               | 56               | 7                | 49               | 59               | 3                | 8                | 42               | 4                | 33               | 66               | 65               | 44               | 40               | 58               | 31               |
| Bélgica              | 11               | 24                   | 0                | 11                   | 88               | 16               | 17               | 37               | 68               | 8                | 49               | 65               | 3                | 8                | 49               | 4                | 41               | 66               | 68               | 44               | 44               | 58               | 33               |
| Reino Unido          | 11               | 24                   | 0                | 11                   | 92               | 16               | 17               | 42               | 76               | 10               | 49               | 66               | 3                | 8                | 49               | 4                | 44               | 72               | 68               | 54               | 56               | 65               | 33               |
| Portugal             | 12               | 24                   | 0                | 11                   | 104              | 16               | 17               | 44               | 83               | 10               | 53               | 66               | 3                | 8                | 59               | 4                | 44               | 80               | 74               | 59               | 56               | 65               | 36               |
| Chipre               | 12               | 24                   | 0                | 11                   | 111              | 17               | 17               | 44               | 93               | 10               | 58               | 68               | 3                | 8                | 59               | 4                | 44               | 84               | 74               | 62               | 64               | 71               | 48               |
| Suécia               | 12               | 34                   | 0                | 11                   | 111              | 17               | 23               | 48               | 93               | 10               | 58               | 71               | 3                | 8                | 64               | 4                | 52               | 84               | 86               | 69               | 66               | 72               | 48               |
| Dinamarca            | 12               | 35                   | 0                | 14                   | 113              | 17               | 31               | 58               | 93               | 10               | 58               | 77               | 3                | 8                | 71               | 4                | 57               | 96               | 86               | 69               | 66               | 76               | 48               |
| Eslovénia            | 12               | 40                   | 0                | 14                   | 120              | 17               | 31               | 58               | 93               | 13               | 70               | 85               | 3                | 8                | 71               | 4                | 61               | 97               | 92               | 69               | 76               | 76               | 50               |
| Israel               | 12               | 40                   | 0                | 14                   | 130              | 17               | 31               | 60               | 105              | 14               | 74               | 92               | 3                | 8                | 76               | 4                | 67               | 97               | 92               | 72               | 76               | 76               | 58               |
| Malta                | 12               | 40                   | 1                | 14                   | 136              | 17               | 31               | 60               | 113              | 21               | 86               | 92               | 3                | 8                | 76               | 4                | 71               | 100              | 92               | 74               | 81               | 76               | 68               |
| Grécia               | 15               | 44                   | 1                | 14                   | 148              | 17               | 31               | 67               | 119              | 21               | 91               | 94               | 3                | 8                | 76               | 5                | 79               | 100              | 92               | 84               | 81               | 76               | 68               |
| Lugar                | 18º              | 14º                  | 23º              | 19º                  | 1º               | 17º              | 15º              | 13º              | 2º               | 16º              | 6º               | 4º               | 22º              | 20º              | 10º              | 21º              | 9º               | 3º               | 5º               | 7º               | 8º               | 10º              | 12º              |
| Países Votantes      | Polónia          | República da Irlanda | Alemanha         | Bósnia e Herzegovina | Noruega          | Rússia           | Islândia         | Áustria          | Espanha          | Turquia          | Croácia          | França           | Hungria          | Bélgica          | Reino Unido      | Portugal         | Chipre           | Suécia           | Dinamarca        | Eslovénia        | Israel           | Malta            | Grécia           |
| Países Votantes      | Países Pontuados |                      |                  |                      |                  |                  |                  |                  |                  |                  |                  |                  |                  |                  |                  |                  |                  |                  |                  |                  |                  |                  |                  |

#### 12 pontos
Os países que receberam 12 pontos foram os seguintes:
| # | Países Pontuados | Países Votantes                                      |
| - | ---------------- | ---------------------------------------------------- |
| 6 | Noruega          | Grécia, Islândia, Polónia, Portugal, Rússia, Turquia |
| 3 | Croácia          | Malta, Eslovénia, Espanha                            |
| 3 | Suécia           | Alemanha, Dinamarca, Irlanda                         |
| 2 | Dinamarca        | Noruega, Suécia                                      |
| 2 | Espanha          | Bélgica, Israel                                      |
| 2 | Malta            | Bósnia e Herzegovina, Croácia                        |
| 2 | Reino Unido      | Áustria, França                                      |
| 1 | Chipre           | Hungria                                              |
| 1 | Grécia           | Chipre                                               |
| 1 | Israel           | Reino Unido                                          |

### Maestros
Em baixo encontra-se a lista de maestros que conduziram a orquestra, na respectiva actuação de cada país concorrente.
| País                 | Maestro                                               |
| -------------------- | ----------------------------------------------------- |
| Polónia              | Noel Kelehan                                          |
| Irlanda              | Noel Kelehan                                          |
| Alemanha             | Hermann Weindorf                                      |
| Bósnia e Herzegovina | Sinan Alimanović                                      |
| Noruega              | Geir Langslet                                         |
| Rússia               | Mikhail Finberg                                       |
| Islândia             | Frank McNamara                                        |
| Áustria              | Michael F. Kienzl                                     |
| Espanha              | Eduardo Leiva                                         |
| Turquia              | Melih Kibar                                           |
| Croácia              | Stipica Kalogjera                                     |
| França               | Michel Bernholc                                       |
| Hungria              | Miklós Malek                                          |
| Bélgica              | Alec Mansion                                          |
| Reino Unido          | Mike Dixon                                            |
| Portugal             | Thilo Krassman                                        |
| Chipre               | George Theophanous                                    |
| Suécia               | Anders Berglund                                       |
| Dinamarca            | Frede Ewert                                           |
| Eslovénia            | Jože Privšek                                          |
| Israel               | Gadi Goldman                                          |
| Malta                | Ray Agius                                             |
| Grécia               | Charis Andreadis                                      |
| Maestro anfitrião    | Noel Kelehan Proinnsías Ó Duinn (durante o intervalo) |

## Artistas repetentes
Alguns artistas repetiram a sua experiência Eurovisiva. Em 1995, os repetentes foram:
| País (1995) | Foto | Artista  | Ano Anterior             | País Representado | Canção      | Tradução           | Pontuação | Classificação |
| ----------- | ---- | -------- | ------------------------ | ----------------- | ----------- | ------------------ | --------- | ------------- |
| Turquia     |      | Arzu Ece | ESC 1989 (parte dos Pan) | Turquia           | "Bana Bana" | Para mim, Para mim | 5         | 21º           |

## Transmissão do Festival

### Países participantes
| País                 | Final                       | Final                           | Porta-voz                                                           |
| País                 | Canal                       | Comentador(es)                  | Porta-voz                                                           |
| -------------------- | --------------------------- | ------------------------------- | ------------------------------------------------------------------- |
| Polónia              | TVP1                        | Artur Orzech<                   | Jan Chojnacki                                                       |
| Polónia              | Polskie Radio Program I     | Desconhecido                    | Jan Chojnacki                                                       |
| Irlanda              | RTÉ1                        | Pat Kenny                       | Eileen Dunne                                                        |
| Irlanda              | RTÉ Radio 1                 | Larry Gogan                     | Eileen Dunne                                                        |
| Alemanha             | Erstes Deutsches Fernsehen  | Horst Senker                    | Carmen Nebel                                                        |
| Alemanha             | Deutschlandfunk/NDR Radio 2 | Peter Urban                     | Carmen Nebel                                                        |
| Bósnia e Herzegovina | TVBiH                       | Ismeta Dervoz-Krvavac           | Diana Grković-Foretić                                               |
| Noruega              | NRK                         | Annette Groth                   | Sverre Christophersen                                               |
| Noruega              | NRK P1                      | Stein Dag Jensen                | Sverre Christophersen                                               |
| Rússia               | Ostankino Channel 1         | Sem comentador                  | Marina Danielian                                                    |
| Rússia               | Voice of Russia             | Desconhecido                    | Marina Danielian                                                    |
| Islândia             | Sjónvarpið                  | Jakob Frímann Magnússon         | Áslaug Dóra Eyjólfsdóttir                                           |
| Áustria              | ORF1                        | Ernst Grissemann                | Tilia Herold                                                        |
| Áustria              | FM4                         | Stermann & Grissemann           | Tilia Herold                                                        |
| Espanha              | TVE1                        | José Luis Uribarri              | Belén Fernández de Henestrosa                                       |
| Turquia              | TRT 1                       | Bülend Özveren                  | Ömer Önder                                                          |
| Turquia              | TRT Radyo 3                 | Canan Kumbasar                  | Ömer Önder                                                          |
| Croácia              | HRT 1                       | Aleksandar "Aco" Kostadinov     | Danijela Trbović                                                    |
| Croácia              | HR 2                        | Draginja Balaš                  | Danijela Trbović                                                    |
| França               | France 2                    | Olivier Minne                   | Thierry Beccaro                                                     |
| Hungria              | MTV1                        | István Vágó                     | Katalin Bogyay                                                      |
| Hungria              | Rádió Kossuth               | Desconhecido                    | Katalin Bogyay                                                      |
| Bélgica              | BRTN TV1                    | André Vermeulen                 | Marie-Françoise Renson                                              |
| Bélgica              | BRTN Radio 2                | Julien Put Michel Follet        | Marie-Françoise Renson                                              |
| Bélgica              | RTBF La Une                 | Jean-Pierre Hautier             | Marie-Françoise Renson                                              |
| Bélgica              | RTBF La Première            | Stéphane Dupont Patrick Duhamel | Marie-Françoise Renson                                              |
| Reino Unido          | BBC1                        | Terry Wogan                     | Colin Berry                                                         |
| Reino Unido          | BBC Radio 2                 | Ken Bruce                       | Colin Berry                                                         |
| Portugal             | Canal 1                     | Ana do Carmo                    | Serenella Andrade                                                   |
| Portugal             | Antena 1                    | Desconhecido                    | Serenella Andrade                                                   |
| Chipre               | RIK 1                       | Neophytos Taliotis              | Andreas Iakovidis                                                   |
| Chipre               | CyBC Radio 2                | Pavlos Pavlou                   | Andreas Iakovidis                                                   |
| Suécia               | TV2                         | Pernilla Månsson Kåge Gimtell   | Björn Hedman                                                        |
| Suécia               | SR P3                       | Claes-Johan Larsson Lisa Syrén  | Björn Hedman                                                        |
| Dinamarca            | DR TV                       | Jørgen de Mylius                | Bent Henius                                                         |
| Dinamarca            | DR P3                       | Ole Jacobsen                    | Bent Henius                                                         |
| Eslovénia            | SLO1                        | Damjana Golavšek                | Miša Molk                                                           |
| Israel               | HaTelevizia HaIsraelit      | Sem comentador                  | Daniel Pe'er (co-apresentador do Festival Eurovisão da Canção 1979) |
| Israel               | Reshet Gimel                | Danny Rup                       | Daniel Pe'er (co-apresentador do Festival Eurovisão da Canção 1979) |
| Malta                | TVM                         | Enzo Gusman                     | Stephanie Farrugia                                                  |
| Grécia               | ET1                         | Dafni Bokota                    | Fotini Giannoulatou                                                 |
| Grécia               | ERA ERT1                    | Giorgos Mitropoulos             | Fotini Giannoulatou                                                 |

### Países não participantes
| País                            | Final             | Final                             |
| País                            | Canal             | Comentador(es)                    |
| ------------------------------- | ----------------- | --------------------------------- |
| Estónia                         | Eesti Televisioon | Jüri Pihel                        |
| Macedónia do Norte              | MTV 1             | Vlado Janevski                    |
| Finlândia                       | YLE TV1           | Erkki Pohjanheimo Olli Ahvenlahti |
| Finlândia                       | YLE Radio Suomi   | Iris Mattila Ossi Runne           |
| Países Baixos                   | Nederland 3       | Paul de Leeuw                     |
| Suíça                           | SF DRS            | Heinz Margot                      |
| Suíça                           | TSR               | Jean-Marc Richard                 |
| Suíça                           | TSI               | Joanne Holder                     |
| República Federal da Jugoslávia | RTS 3K            | Mladen Popović                    |